# Arlit
Arlit is een stad in Niger alsook een departement in de regio Agadez.
In 2001 telde Arlit 67.398 inwoners. In 2012 was dat aantal toegenomen tot 79.725 personen.

## Geschiedenis
Arlit is gesticht in de jaren zestig om het uranium dat in de omgeving van de stad in de grond zit, te delven. Vanwege de mijnbouw heeft de stad ondanks haar afgelegen ligging een goede infrastructuur, waaronder een luchthaven.
In 2015 was Niger de vierde uraniumproducent ter wereld, omstreeks de helft van de export van Niger bestaat uit uranium. Twee mijnen met een gezamenlijke productie van ruim 4000 ton leveren ongeveer 7% van de wereldbehoefte. De productie is (grotendeels) in handen van het Franse staatsbedrijf Orano.
Een nadeel voor de omgeving van Arlit is de verhoogde radio-activiteit. In 2003 heeft onderzoek plaatsgevonden door de Franse commissie Commission de recherche et d’information indépendantes sur la radioactivité (CRIIRAD); in 2009 door Greenpeace. Beiden kwamen tot de conclusie dat er vrijwel overal in het gebied verhoogde straling aanwezig was. Het zou de levensverwachting duidelijk verlagen.

## Sport
In Arlit bestaat de AS Akokan, die zowel een heren- als dames voetbalteam heeft en o.a. gesponsord wordt door de mijn.
Arlit heeft ook een jeugdvoetbalacademie, AIR Akademie, waar jeugdspelers worden opgeleid (deze academie staat los van de mijn).
In Arlit worden ook andere sporten beoefend, zoals volleybal, judo en worstelen.

## Geboren
- Amadou Moutari (23 januari 1994), voetballer

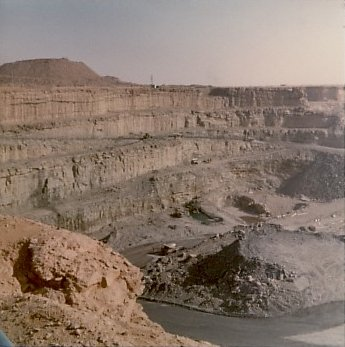
Uraniummijn bij Arlit